# Breitenberg (Holstein)
Breitenberg település Németországban, Schleswig-Holstein tartományban. Lakosainak száma 331 fő (2023. december 31.).

## Népesség
A település népességének változása:
| Lakosok száma | 220  | 335  | 342  | 343  | 347  | 347  | 331  |
|               | 1975 | 2014 | 2017 | 2019 | 2021 | 2022 | 2023 |